# Rosegadors
Els rosegadors (Rodentia) són un ordre de mamífers que tenen com a caràcter distintiu el fet de presentar un únic parell de dents incisives de creixement continu a cada maxil·lar. Representen un 40% de totes les espècies de mamífers i són originaris de totes les masses terrestres del món tret de Nova Zelanda, l'Antàrtida i algunes illes oceàniques, tot i que l'activitat humana els ha acabat introduint a la majoria d'aquests altres indrets.
Abasten un ventall amplíssim de nínxols ecològics i estils de vida i ocupen gairebé tots els hàbitats terrestres, incloent-hi els medis creats per la mà humana. Poden ser arborícoles, excavadors, saltadors i semiaquàtics. De totes maneres, tenen en comú tot un conjunt de caràcters morfològics. Entre els rosegadors més coneguts hi ha els ratolins, les rates, els esquirols, els gossets de les praderies, els porcs espins, els castors, els conills porquins i els hàmsters. Els conills, les llebres i les piques, que també estan dotats d'incisives de creixement continu (tot i que amb dos parells d'incisives superiors en comptes d'un), antigament classificats com a rosegadors, ara tenen el seu propi ordre, el dels lagomorfs. Els rosegadors i els lagomorfs són tàxons germans i junts formen el clade dels glirs.
La majoria dels rosegadors són animals menuts de cos robust, potes curtes i cua llarga. Fan servir les seves afilades incisives per rosegar aliment, excavar caus i defensar-se. Així com la majoria es nodreixen de llavors i altres tipus de matèria vegetal, n'hi ha que tenen una dieta més variada. Solen ser animals socials i hi ha nombroses espècies que viuen en societat i mostren una comunicació complexa. Les relacions sexuals poden ser monògames, polígines o promíscues. Hi ha molts rosegadors que pareixen cries poc desenvolupades i una minoria que dona a llum cries en un estat de desenvolupament relativament avançat.
El registre fòssil dels rosegadors es remunta al Paleocè d'Àsia. Durant l'Eocè experimentaren una important radiació evolutiva, es dispersaren per altres continents i fins i tot travessaren oceans. Passaren de l'Àfrica continental a Madagascar a Sud-amèrica i foren els únics mamífers placentaris que poblaren Austràlia fins a l'arribada dels éssers humans.
Es fan servir com a font d'aliment i pells i es tenen com a animals de companyia i de laboratori. Espècies com la rata comuna, la rata negra i el ratolí comú són plagues molt perjudicials que consumeixen i contaminen els aliments conservats pels éssers humans i escampen malalties. Les espècies introduïdes se solen considerar invasores i han provocat l'extinció de nombroses espècies, com ara el dodo i altres ocells insulars que fins aleshores havien estat fora de l'abast de carnívors terrestres.

## Descripció
La majoria de rosegadors tenen potes curtes, són quadrúpedes (es mouen a quatre potes) i són relativament petits. La seva característica comuna principal són les dues incisives de gran mida i de creixement continu, situades al maxil·lar inferior i superior i que només estan cobertes d'esmalt a la part exterior. A la part interior, la dentina queda exposada. Malgrat les seves característiques comunes, els rosegadors han desenvolupat una gran varietat de formes segons el seu hàbitat i mode de vida.

### Anatomia exterior

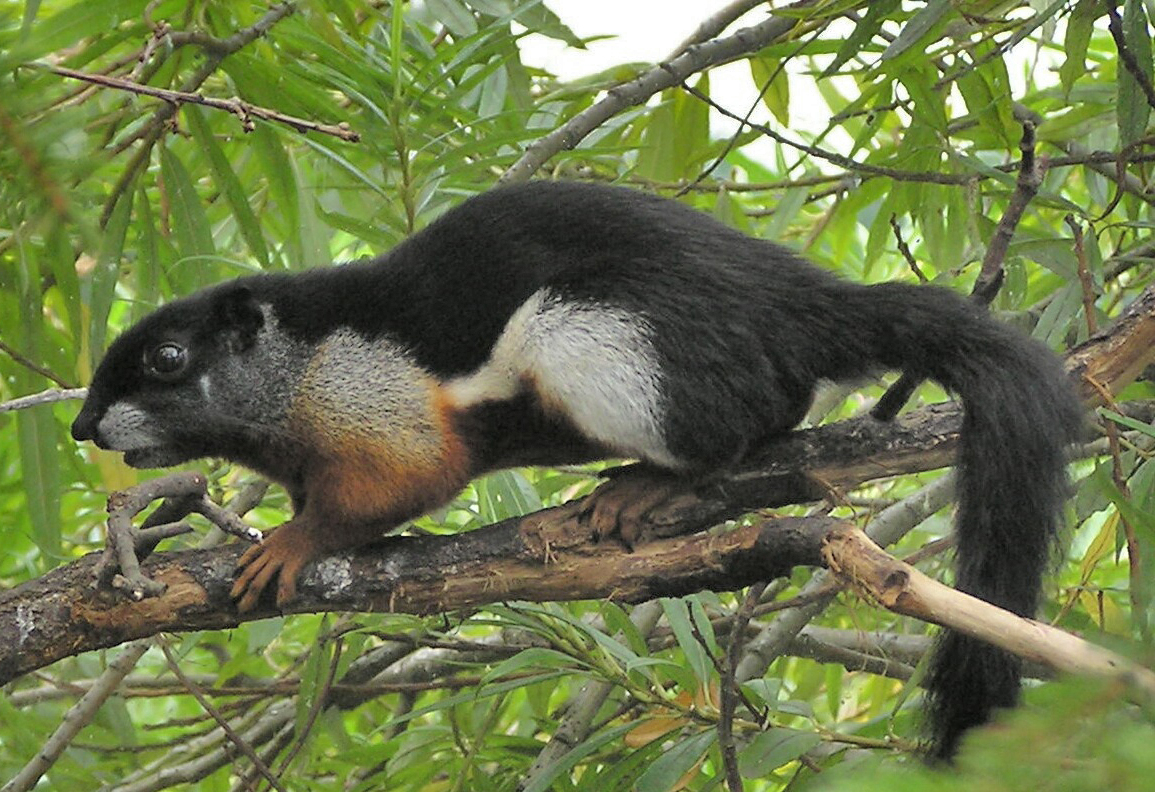
L'esquirol de Prévost és un dels rosegadors amb la coloració més cridanera.

La mida dels rosegadors varia entre les espècies nanes com Mus minutoides o el ratolí de les collites (Micromys minutus), que sovint pesen menys de cinc grams i el capibara, el rosegador vivent més gran, que té una longitud del cap al darrere d'entre 100 i 130 centímetres i que pot assolir un pes d'entre cinquanta i seixanta quilograms. Altres rosegadors de gran mida són el castor, el pacaranà o la paca. Tanmateix, la majoria de rosegadors tenen una mida entre la d'un ratolí i la d'una rata i mesuren entre vuit i trenta centímetres de llargada.
Els rosegadors sovint tenen un espès pelatge de pèls llargs i curts. Només la cua és gairebé calba en algunes espècies i només existeix una espècie gairebé calba a tot el cos, la rata talp nua. En la majoria de casos, la coloració del pelatge és de colors poc cridaners, que ajuden a camuflar, sovint gris o marró, mentre que els rosegadors que viuen al desert també el poden tenir groc. De totes maneres, també hi ha pelatges molt acolorits en el cas d'alguns esquirols tropicals, com els cal·losciurins o els esquirols gegants.
La majoria de rosegadors tenen una cua i només en algunes formes de grans dimensions o d'estil de vida subterrani la cua és rudimentària i no sobresurt a l'exterior. En algunes espècies arborícoles, la cua és prènsil, i en el cas dels castors s'ha convertit en un òrgan de timonatge aplanat i calb. En nombroses espècies, la cua pot separar-se del cos amb facilitat, per facilitar la fugida dels predadors; en la majoria de casos, la cua creix de nou parcialment.
Els rosegadors tenen un nas habitualment curt i arrodonit a la punta del musell. El rinari és rudimentari o en alguns casos absent. La cavitat bucal queda dividida en dues parts per una obertura; la part anterior inclou les incisives i la part posterior inclou les premolars i molars. El diastema que hi ha al mig permet fer-hi entrar el llavi. A més, la pell peluda de la cara es posa darrere les incisives (inflexum pellitum). Ambdues adaptacions eviten que, a l'hora de rosegar, s'introdueixin objectes estranys no digeribles a la boca. El llavi superior sovint està dividit, de manera que les incisives són visibles fins i tot quan l'animal té la boca tancada. La llengua és curta i compacta amb una punta obtusa, que mai no sobresurt per sobre de les incisives. Les papil·les gustatives, presents fins a la punta de la llengua, són petites i similars a un fil. En el cas dels porcs espins del Vell Món, també són una mica engrandides i dures. En la majoria d'espècies, l'arrel de la llengua té tres papil·les caliciformes.
Moltes espècies tenen grans butxaques a les galtes, que arriben fins a les orelles i cobertes de pelatge. Aquestes butxaques poden ser tretes de dins enfora per netejar-les. En el cas dels hàmsters, les seves obertures es troben als angles de la boca, mentre que en els geomioïdeus es troben a la part exterior de les galtes.

### Crani

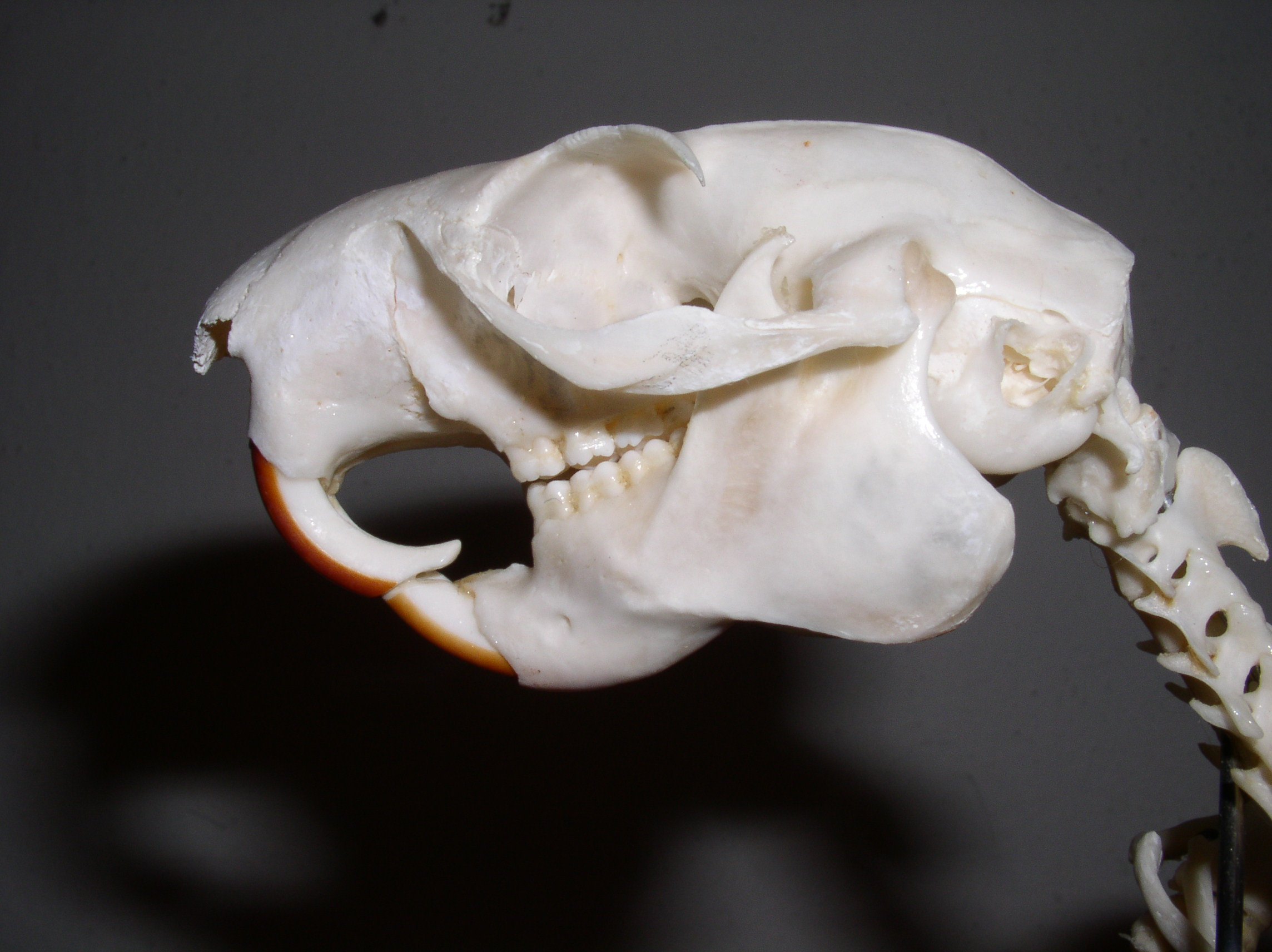
El crani d'un esquirol gegant: es veuen clarament l'arc jugal, el robust maxil·lar inferior, les grans dents incisives, el diastema i les dents molars.

El crani dels rosegadors es caracteritza per un desenvolupament de l'aparell masticatori gairebé sense igual entre els mamífers.
L'òrbita ocular sempre queda oberta per la part posterior i mai no està envoltada d'os. L'extrem de l'os zigomàtic de darrere l'òrbita ocular està poc desenvolupat o absent. Una excepció d'això són els esquirols, en què aquesta estructura està sempre present. L'os zigomàtic forma rarament una continuació de l'os frontal, de manera que l'òrbita ocular queda més o menys unida amb la fossa temporal. El forat llagrimer es troba sempre a la vora de l'òrbita.
En moltes espècies, el forat infraorbitari és molt gran; en algunes, tan gran com l'òrbita ocular. És travessat per una part del masseter. L'arc zigomàtic està ben desenvolupat i està situat davant les dents posteriors (premolars i molars).
L'os nasal és molt sovint gran i s'estén bastant cap endavant. Queda separat completament del maxil·lar per l'os incisiu. Les ranures de les incisives, al paladar, són petites però estan ben marcades. L'os palatí és curt; en les rates talp nues és encara més curt que una dent molar. Existeix un gran espai buit entre les dents incisives i les premolars.
El neurocrani és petit en comparació amb el viscerocrani. L'os parietal és petit, a diferència l'interparietal que està ben desenvolupat. La bul·la timpànica, que envolta l'orella mitjana, sempre està present i és generalment de mida gran. En els jerbus, també hi ha una bul·la mastoidal que forma una gran protuberància esfèrica a la part posterior del crani. En aquests animals, el conducte auditiu té forma tubular i passa per sobre i per darrere.
El cos del maxil·lar inferior és estret i arrodonit a la seva part anterior i suporta les incisives inferiors. El procés muscular és petit, mentre que la part posterior del maxil·lar inferior, menys arrodonida, és gran i destacada. El cap de l'articulació i la cavitat articular de l'articulació mandibular s'estenen vers enrere.
La configuració de l'os jugal i la forma del maxil·lar inferior són característiques que determinen la pertinença d'un animal a l'ordre dels rosegadors.

### Dentadura
Malgrat la gran diversitat de morfologia i d'estil de vida dels diferents rosegadors, la seva dentadura relativament uniforme és la seva característica morfològica més important. Els primers rosegadors estaven dotats de vint-i-dues dents: quatre incisives, sis premolars (quatre al maxil·lar superior i dues al maxil·lar inferior) i dotze molars. Mentre que el nombre d'incisives ha romàs sempre el mateix, la quantitat de dents posteriors ha disminuït en nombrosos grups de rosegadors. Els rosegadors no han tingut mai dents canines, de manera que, entre les incisives i premolars, tenen un gran espai buit (conegut com a diastema).

#### Incisives

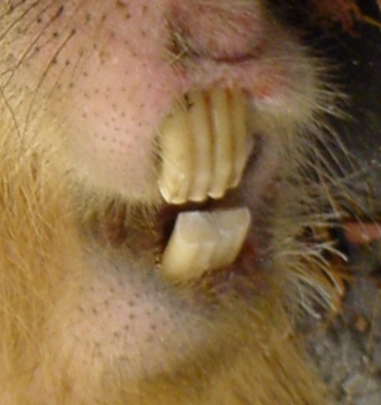
Les incisives d'un capibara amb els seus solcs

Les dents que caracteritzen els rosegadors són quatre incisives de gran mida, que ja havien quedat reduïdes a només un parell a cada maxil·lar en els rosegadors més primitius coneguts. Aquestes incisives no tenen arrels o, si en tenen, són petites i obertes. També tenen una polpa dental oberta fins a l'alvèol. Les incisives creixen contínuament durant tota la vida. Els rosegadors en mantenen la mida constant rosegant aliments durs o altres objectes i gràcies al fregament d'aquestes dents amb les altres. El ritme de creixement de les incisives va d'entre dos i tres mil·límetres per setmana en les espècies no excavadores fins a cinc mil·límetres per setmana en els geòmids, que excaven amb les dents. En les espècies que hibernen, el ritme de creixement de les dents es desaccelera durant la hibernació. El 30-60% anterior de les incisives està cobert d'esmalt dental, de manera que, malgrat el ràpid desgast de la substància més tova que es troba al darrere, sempre roman una vora afilada en forma de cisell. Les incisives solen estar tortes; les del maxil·lar superior més que les de l'inferior.
Si el desgast de les incisives no és suficient, aquestes continuen creixent i poden penetrar dins una part del crani. Les incisives inferiors creixen cap amunt i cap enfora de la cavitat bucal i esdevenen completament inutilitzables. Les incisives superiors, d'altra banda, es torcen l'una al voltant de l'altra i poden créixer en espiral cap enfora de la cavitat bucal; també és possible que surtin de la cavitat bucal, creixin cap avall i formin una mena de ganxo per sota del maxil·lar inferior, impedint que l'animal pugui obrir el musell. Quan això passa, l'animal acaba morint, però alguns rosegadors salvatges han aconseguit sobreviure bastant temps amb aquest problema.
Les incisives poden ser utilitzades per diverses funcions diferents, però es fan servir sobretot per trencar aliments amb closques dures. Els ictiominis sud-americans, que tenen les incisives especialment afilades, les utilitzen per caçar les seves preses i alguns grups que viuen sota terra com els geòmids o les rates talp les fan servir per excavar. En aquests grups, els llavis creixen per dins, de manera que separen les incisives de la cavitat bucal. Això serveix per impedir que hi entrin partícules exteriors durant l'excavació. Les potents i afilades incisives dels rosegadors demostren la seva utilitat, per exemple, en els castors, que poden talar un arbre amb un tronc de dotze centímetres de diàmetre en mitja hora; o en moltes altres espècies de les quals s'ha observat que poden fins i tot obrir llaunes de conserva.

#### Dents posteriors
Quant a les dents premolars, la majoria de famílies en posseeixen una a cada banda del maxil·lar i només alguns esquirols i rates talps n'hi tenen dues. En canvi, els muroïdeus no presenten mai premolars.
La immensa majoria d'espècies presenten tres dents molars a cada banda del maxil·lar. Algunes espècies de muroïdeus només n'hi tenen dues i Pseudohydromys germani de Nova Guinea només n'hi té una – en total, només té vuit dents, menys que qualsevol altre rosegador. En els rosegadors, el nombre total de dents no supera mai vint-i-dos, tret de la rata talp argentada (Heliophobius argenteocinereus), que gràcies al creixement de dents secundàries en presenta vint-i-vuit.
En moltes espècies, el ritme de creixement de les dents posteriors és inferior al de les incisives. Tanmateix, en alguns grups, com ara els castors de muntanya, els geòmids, les rates llebre sud-africanes, les xinxilles o els càvids, les dents posteriors no tenen arrels i, per tant, creixen al llarg de tota la vida.
En la majoria de casos no hi ha cap canvi de dents en les incisives (monofiodòncia), però algunes espècies de cavioïdeus presenten dents de llet, que tanmateix són substituïdes abans del naixement per les dents permanents.

### Esquelet

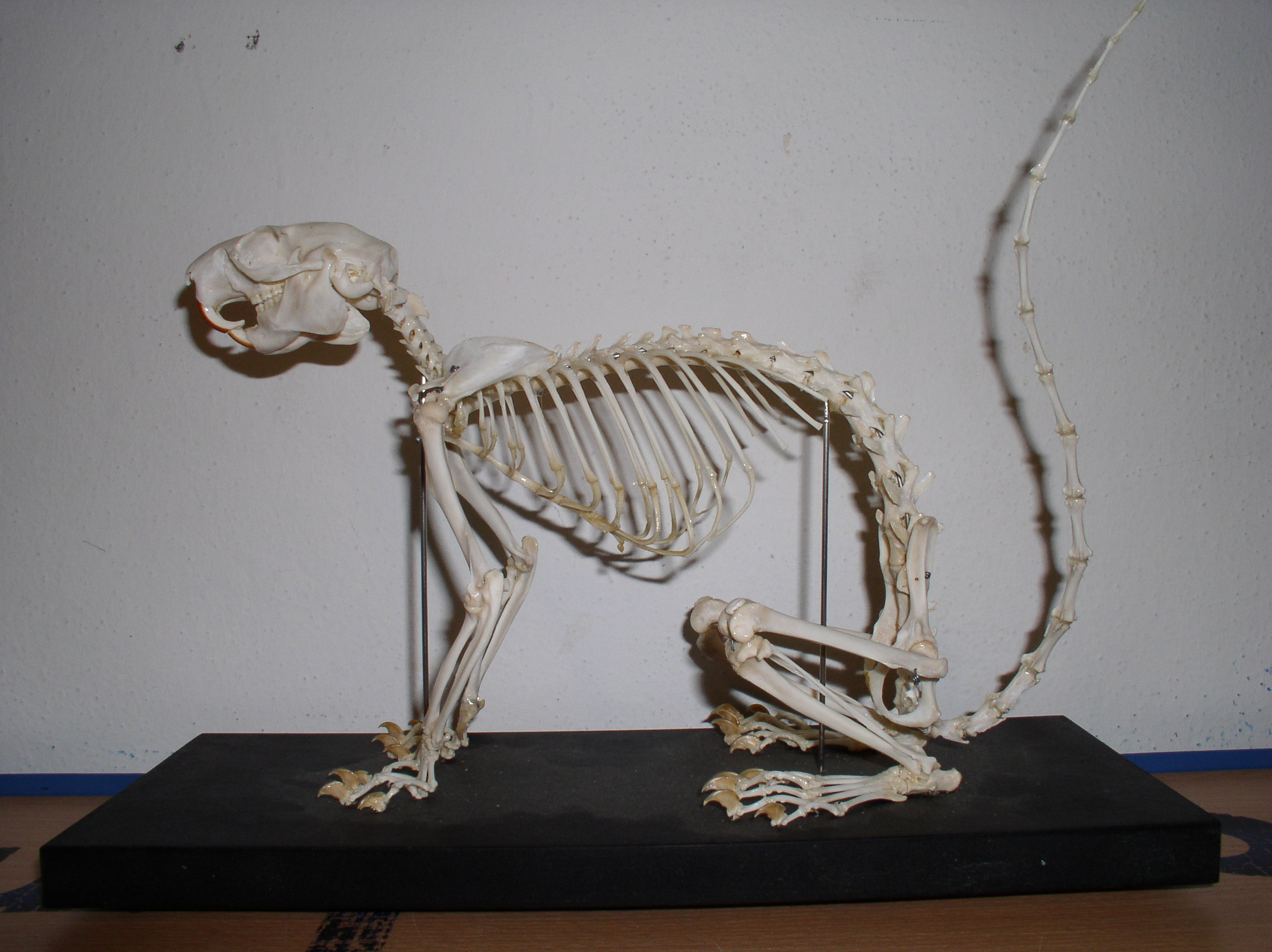
L'esquelet complet d'un esquirol gegant.

L'esquelet dels rosegadors sol ser el d'un mamífer quadrúpede que es desplaça corrent, amb una constitució arrodonida, potes anteriors curtes, potes posteriors un xic més llargues, plantígrad i amb una cua llarga. Tanmateix, els rosegadors també han desenvolupat altres formes per adaptar-se a hàbitats diferents.
La columna vertebral sol estar composta de set vèrtebres cervicals, tretze vèrtebres toràciques, sis vèrtebres lumbars i un nombre variable de vèrtebres caudals. La forma de les vèrtebres varia entre espècies. En les espècies que es desplacen corrent o saltant, els processos transversos de les vèrtebres lumbars solen ser molt llargs. La longitud de la columna vertebral varia entre una mida molt curta i una mida superior a la del cos.
Els membres s'han desenvolupat de maneres diferents segons l'estil de vida de cada espècie. L'omòplat sol ser estret i té un llarg acròmion. La majoria d'espècies presenten una clavícula, però algunes en tenen de molt poc desenvolupada o fins i tot absent. La pelvis presenta grans isquis i un pubis amb una articulació púbica llarga i generalment òssia.
Les potes anteriors presenten una marcada separació entre el cúbit i el radi. Les potes anteriors tenen com a màxim cinc dits, amb falanges mitjanament desenvolupades. Tanmateix, en algunes espècies el dit gros està poc desenvolupat o absent i la resta de dits es poden creuar poc o gens.
Les potes posteriors presenten un fèmur la forma del qual varia considerablement, però que sol presentar tres trocànters al cap de l'articulació. La tíbia i el peroné creixen conjuntament en les espècies que es desplacen saltant. Això permet esmorteir l'impacte que rep l'articulació superior. El peroné no presenta cap articulació amb el calcani. En els jerbus, les potes posteriors tenen metatarsians especialment allargats, que en algunes espècies creixen conjuntament. El nombre de dits a les potes posteriors varia entre dos i cinc.

### Anatomia interior
Els maxil·lars estan dotats d'una musculatura altament desenvolupada, la configuració de la qual té un paper important en la classificació d'aquests animals. El masseter és gran i incrementa la potència a l'hora de rosegar. Es divideix en tres parts i s'estén des de la part inferior de l'os jugal fins a la part exterior de la cara superior de la branca mandibular del maxil·lar inferior. Així, no només mou el maxil·lar inferior cap amunt, sinó també cap endavant, contribuint al moviment rosegador. El múscul temporal és petit en comparació amb el masseter. El múscul digàstric presenta un tendó clarament delimitat que el divideix en dues parts. En moltes espècies, les dues parts davanteres del múscul queden unides entre les dues branques mandibulars.

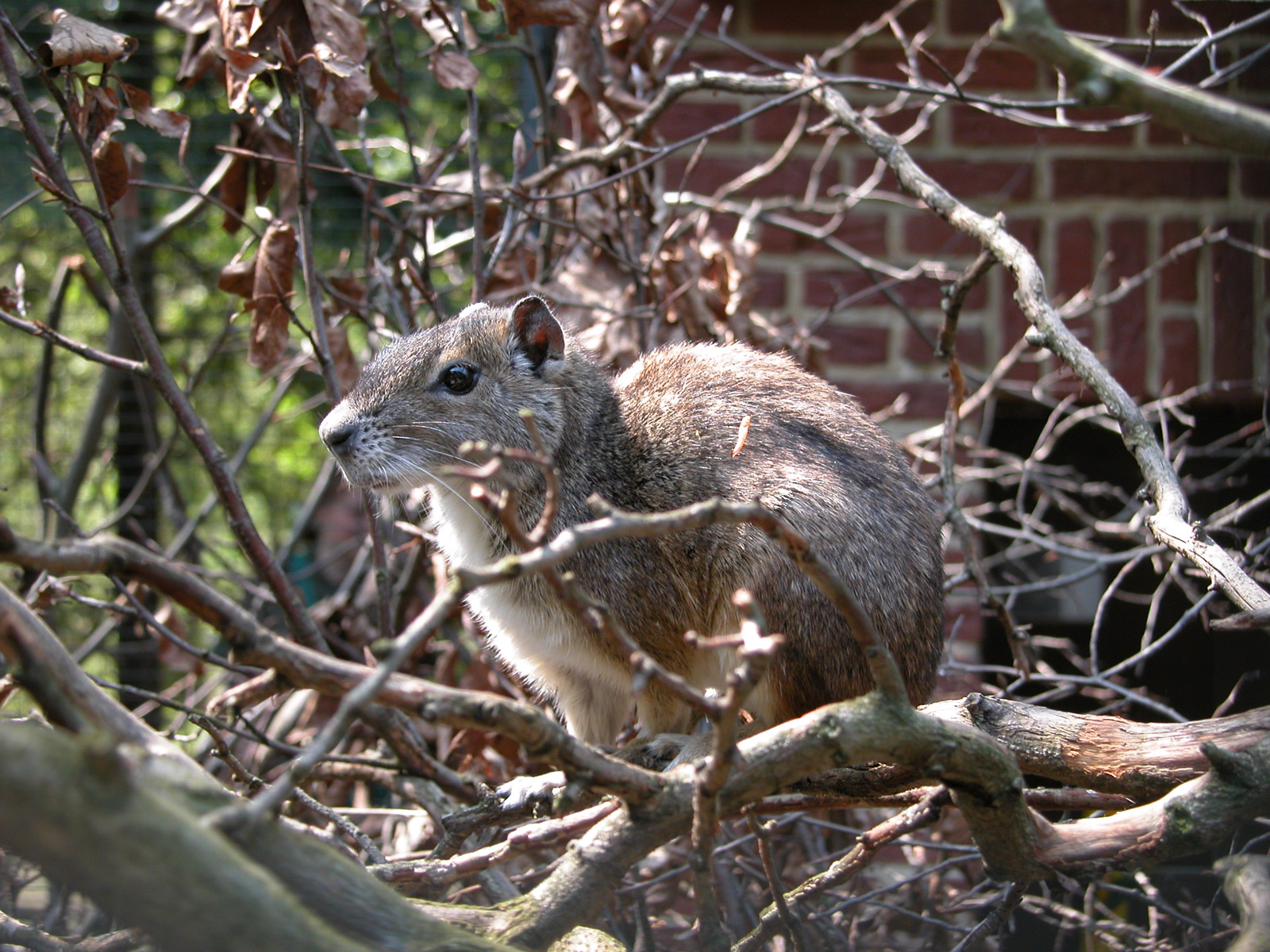
El cobai rupestre practica la cecotròfia, com tots els altres càvids.

L'aparell digestiu dels rosegadors està adaptat per una alimentació a base de plantes, malgrat que n'hi ha espècies d'alimentació predominantment o exclusivament carnívora. Són capaços de digerir la cel·lulosa al cec per mitjà de bacteris simbiòtics El còlon està adaptat per això i sovint presenta plecs complexos. Moltes espècies practiquen la cecotròfia, és a dir, expulsen continguts de l'intestí a mig digerir i els tornen a ingerir per tal de fer-ne una segona digestió. L'estómac té una sola cambra en la majoria de les espècies i té una configuració senzilla. Alguns arvicolins com els lèmmings tenen – tal com els remugants – una secció estomacal sense glàndules, en la qual es realitza una predigestió.
El sistema genitourinari es correspon a grans trets al dels altres euteris, però els òrgans genitals estan formats d'una manera molt diferent. El penis sovint conté un os penià i els testicles poden estar situats dins la cavitat abdominal o a la seva part exterior; algunes espècies presenten un descens estacional dels testicles. Les femelles sempre tenen un úter doble.
El cervell és petit i els hemisferis llisos (lissencèfals) del telencèfal no s'estenen gaire cap enrere, de manera que no arriben al cerebel.

### Varietat morfològica

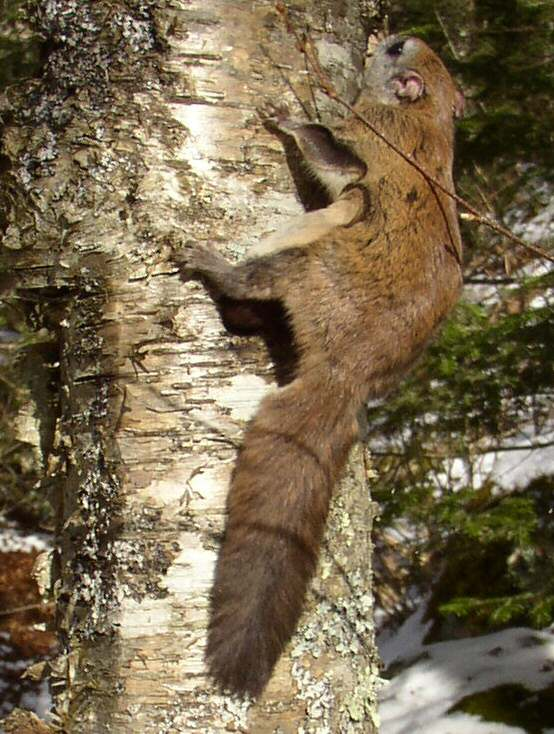
Els esquirols voladors planen per mitjà del seu patagi.

Com a resultat de l'adaptació a una gran varietat d'hàbitats i la colonització de diferents nínxols ecològics, els rosegadors han desenvolupat una notable varietat en la seva morfologia. Dos grups, els esquirols voladors i els anomalúrids, han desenvolupat independentment l'un de l'altre una membrana entre les potes, per mitjà de les quals poden planar d'un arbre a l'altre. Altres rosegadors s'han adaptat a una vida subterrània, amb un cos rodanxó i cilíndric, potes curtes, ulls petits o atrofiats i unes mans excavadores ben desenvolupades. Dins aquest grup s'hi troben, entre d'altres, els geòmids, les rates talp cegues i rates talp asiàtiques (ambdues del grup dels espalàcids), els tuco-tucos i les rates talp africanes. Altres espècies desenvoluparen potes posteriors més llargues i, per tant, un mode de locomoció saltador, com per exemple les rates cangur, els jerbus o les rates llebre sud-africanes. Els agutís i les llebres de la Patagònia han desenvolupat potes amb els dits semblants a peülles i representen l'equivalent ecològic de petits artiodàctils i llebres.
Moltes espècies han desenvolupat independentment l'una de l'altra un cos esvelt, un pelatge impermeable i unes membranes natatòries entre els dits de les potes i la cua, totes adaptacions per un estil de vida aquàtica. En són exemples els castors, les rates mesqueres, els coipús, els ictiominis o les rates d'aigua australianes. Per protegir-se dels predadors, alguns grups com els porcs espins, els porc espins del Nou Món o les rates espinoses, han desenvolupat un pelatge amb punxes. Tanmateix, gran part de les espècies de rosegadors s'assemblen a les rates o els ratolins en el seu físic xuclat, potes curtes i coll curt. Alguns exemples són la majoria de muroïdeus, els glírids i altres grups.

## Distribució

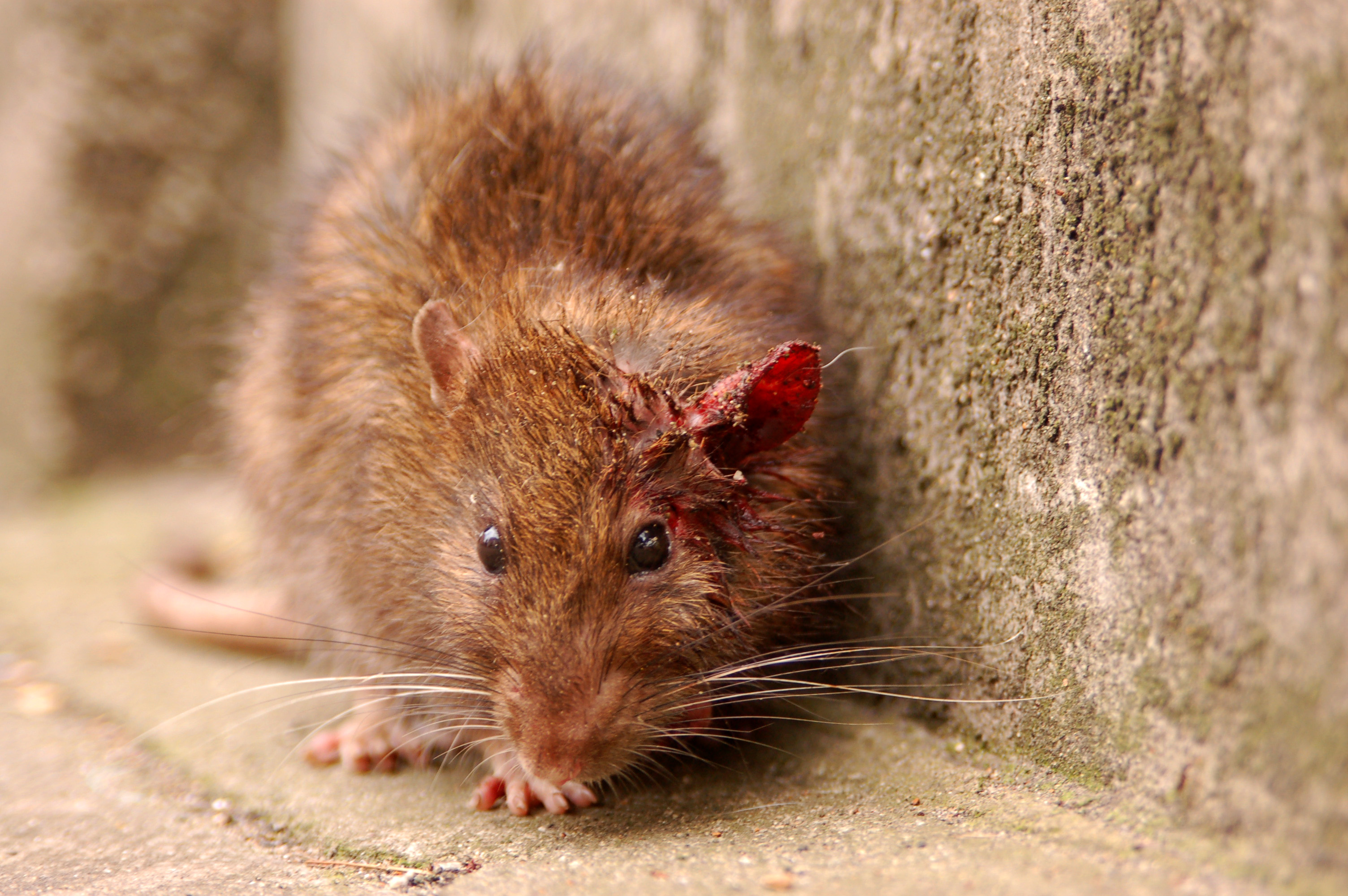
Les rates comunes són un dels grups de rosegadors que s'han escampat al voltant del món amb els humans.

Els rosegadors han assolit una difusió gairebé arreu del món; originalment, només estaven absents a l'Antàrtida i en illes aïllades – com per exemple les illes que formen Nova Zelanda i la majoria d'illes del Pacífic. Juntament amb les rates-pinyades, els rosegadors són l'únic tàxon d'euteris que colonitzaren el continent australià sense contribució dels humans, representats per la subfamília dels murins (rosegadors del Vell Món). Tot i que existeix un grup de rosegadors aquàtics, aquests animals mai no han adoptat el mar com a hàbitat.
Algunes espècies, com ara el ratolí, la rata negra o la rata comuna, han assolit una difusió arreu del món gràcies a la seva associació amb els humans, de manera que actualment es poden trobar rosegadors a qualsevol lloc on hi hagi humans.

## Cicle vital
Els rosegadors han colonitzat gairebé tots els hàbitats de la Terra. Se'n troba tant en els deserts com en les jungles tropicals, a l'alta muntanya i a les regions polars. A causa de la gran varietat d'hàbitats en què viuen i a la corresponent diversitat de morfologies diferents, només es poden remarcar unes poques característiques comunes de l'estil de vida de tots els rosegadors.

### Comportament social i temps d'activitat

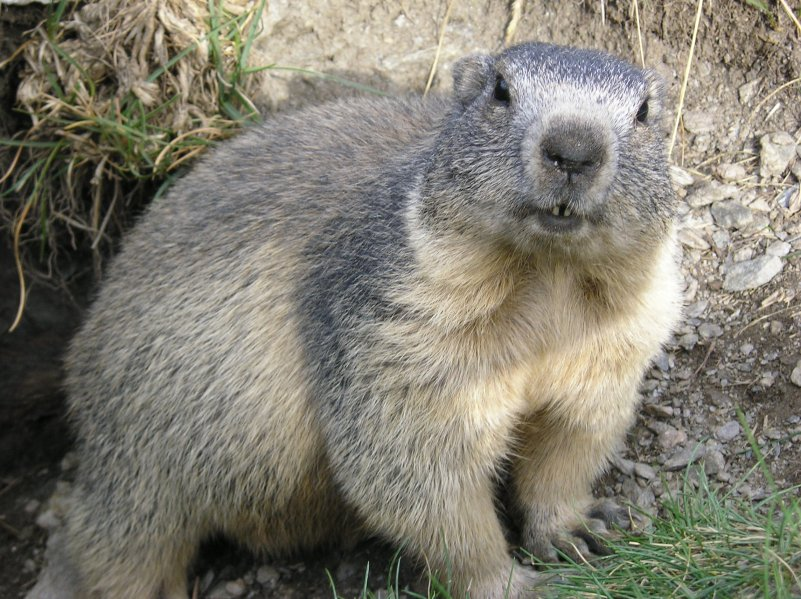
Els rosegadors que viuen en caus subterranis, com la marmota alpina, han desenvolupat un marcat comportament social.

El temps d'activitat dels rosegadors varia segons l'espècie i l'hàbitat, però la majoria són animals crepusculars o nocturns. Tanmateix, alguns grups, com ara els esquirols, es componen d'animals principalment diürns. Alguns dels que habiten a les regions més fredes presenten una hibernació (alguns exemples europeus són el liró gris i les marmotes), mentre que d'altres com ara els lèmmings també són actius durant l'hivern. En canvi, molts dels que habiten a les regions tropicals cauen en un estat de torpor durant l'estació calorosa o seca.
També quant al comportament social hi ha grans diferències entre els grups. L'espectre va des de les espècies estrictament solitàries, que eviten tot contacte amb altres membres excepte a l'època d'aparellament, fins a les espècies que han desenvolupat un marcat sistema social, passant per les que viuen en parelles. Les espècies que viuen en caus subterranis, com ara les viscatxes o els gossets de les praderies pel seu avançat sistema social. Únic entre els mamífers és l'estil de vida eusocial d'algunes rates talp com ara la rata talp nua o la rata talp comuna: de manera similar a la d'alguns insectes, a cada colònia hi ha una única femella fèrtil, la «reina», que s'aparella amb diversos mascles, mentre que la resta d'animals són treballadors infèrtils que s'encarreguen de les tasques quotidianes necessàries per al grup.

### Alimentació

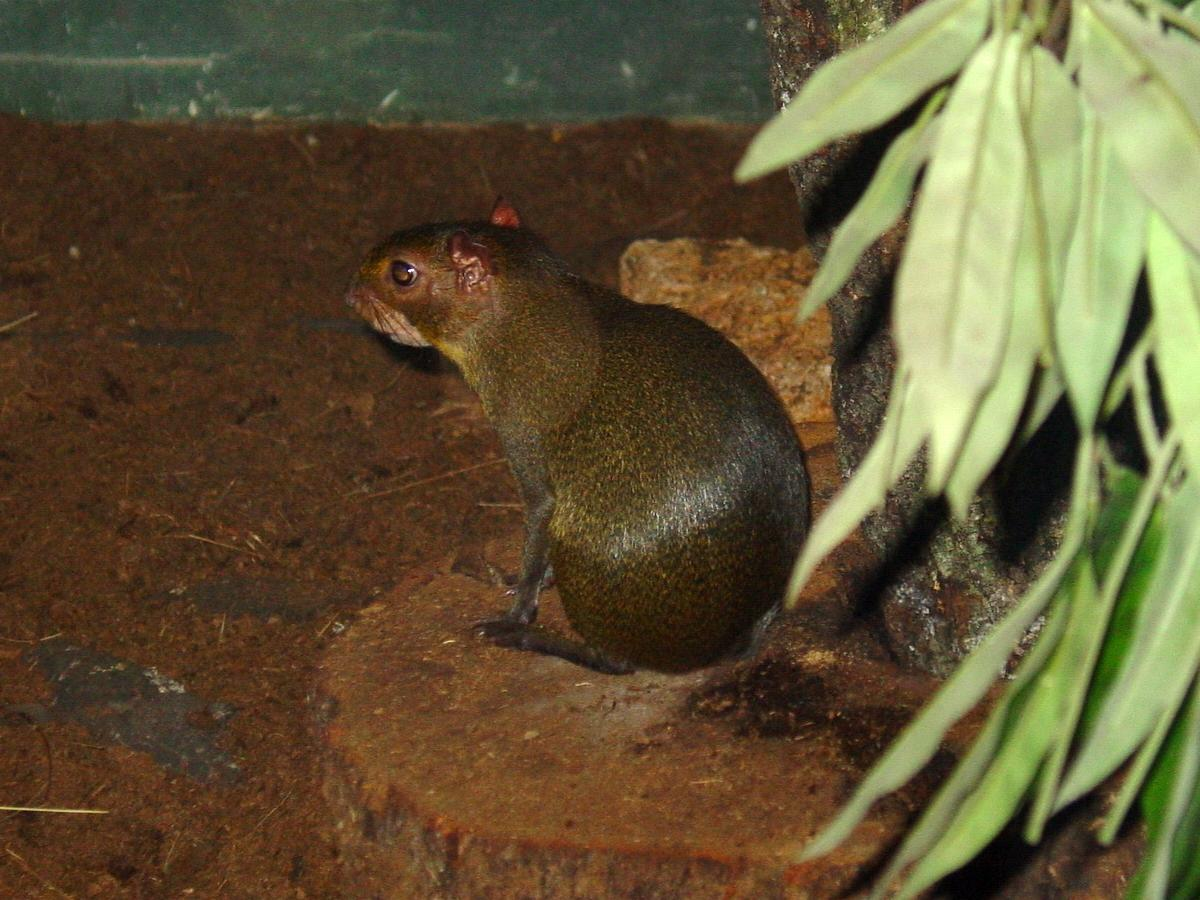
Com la majoria de rosegadors, l'agutí s'alimenta principalment de plantes.

Els rosegadors són majoritàriament, però no completament, herbívors. Segons l'espècie, l'hàbitat o l'estació de l'any, els rosegadors consumeixen qualsevol part de la planta: les herbes, les fulles, els fruits, les llavors i les nous, però també les branques, l'escorça, les arrels i els tubercles. Una de les raons principals de l'èxit evolutiu dels rosegadors és probablement el fet que han aconseguit combinar com gairebé cap altre grup de mamífers l'herbivorisme amb una mida corporal petita – la majoria dels altres mamífers herbívors són significativament més grossos.
Hi ha moltes espècies que són purament herbívores, mentre que d'altres són parcialment omnívores i s'alimenten sobretot d'insectes, cucs i altres invertebrats, però també mengen ous d'ocells i petits vertebrats. En són exemples els esquirols, els glírids, alguns muroïdeus o les rates talp.
També hi ha unes quantes espècies que s'alimenten principalment o gairebé únicament d'insectes i altres bestioles. En són exemples alguns gèneres de ratolins del Nou Món, com ara el ratolí saltamartí (que rep el nom del seu aliment principal) o Oxymycterus, així com el grup dels ictiominis, que s'alimenten d'insectes aquàtics, crustacis i peixos. L'espècie Colomys goslingi i les rates d'aigua australianes s'alimenten sobretot de peixos, mentre que els deomins, com ara Deomys ferrugineus o Lophuromys, s'alimenten principalment d'insectes.

### Reproducció i desenvolupament

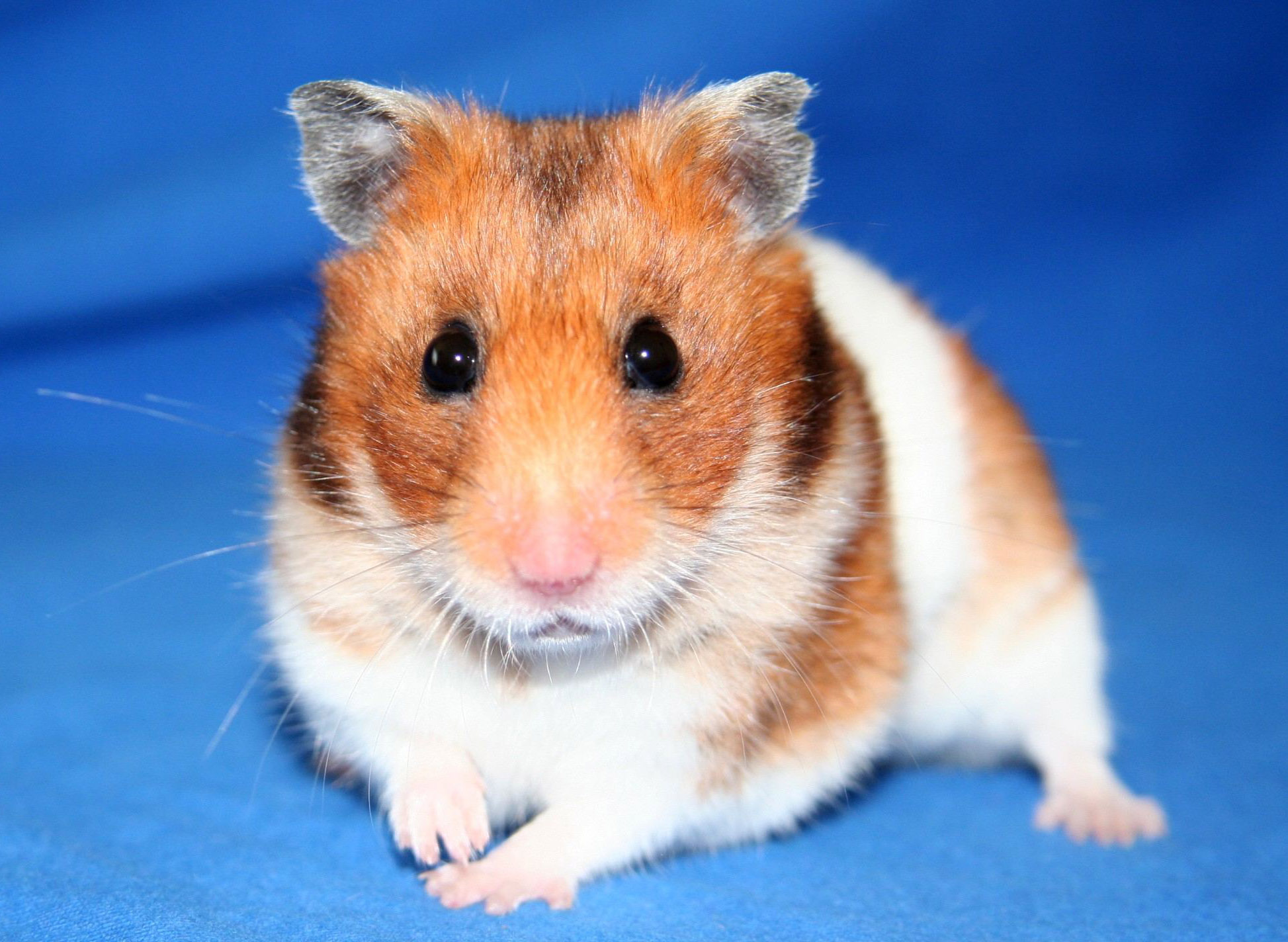
Els hàmsters tenen la gestació més curta de tots els euteris.

Els rosegadors són animals placentaris o euteris i, per tant, la seva reproducció es caracteritza per la presència d'una placenta i un trofoblast (la capa cel·lular externa d'un òvul), que protegeix el fetus del sistema immunològic de la mare i que permet que el fetus creixi durant més temps dins l'úter de la mare que en el cas dels marsupials. A part d'això, tanmateix, gairebé no es poden trobar característiques comunes en la reproducció dels diferents tipus de rosegadors.
Molts grups, com ara els miomorfs, es caracteritzen per la seva alta fertilitat (tenen una estratègia reproductiva R). La femella pot donar a llum diverses vegades per any, la durada de la gestació és curta i neixen nombroses cries per ventrada. Els nounats s'han de quedar bastant temps amb els pares i sovint són calbs i indefensos, però creixen molt ràpidament i assoleixen la maduresa sexual en qüestió de setmanes o mesos. Així doncs, moltes espècies d'hàmster tenen una gestació de només setze dies, la més curta de tots els placentaris i després d'entre set i vuit setmanes ja són sexualment madurs. El gènere Mastomys té fins a vint-i-quatre cries per ventrada i les rates talp nues en poden tenir fins a vint-i-set.
D'altra banda, hi ha diversos grups en què és més aviat al contrari, com ara els caviomorfs. La seva gestació és comparativament llarga (de fins a 280 dies en el pacaranà, per exemple), hi ha poques cries per ventrada i l'estat de les cries en néixer es correspon amb una estratègia reproductiva K. Les cries ja neixen amb un pelatge i amb els ulls oberts; moltes cries ja poden córrer poques hores després del naixement i poc temps després ja esdevenen independents de la seva mare.

### Depredadors i longevitat

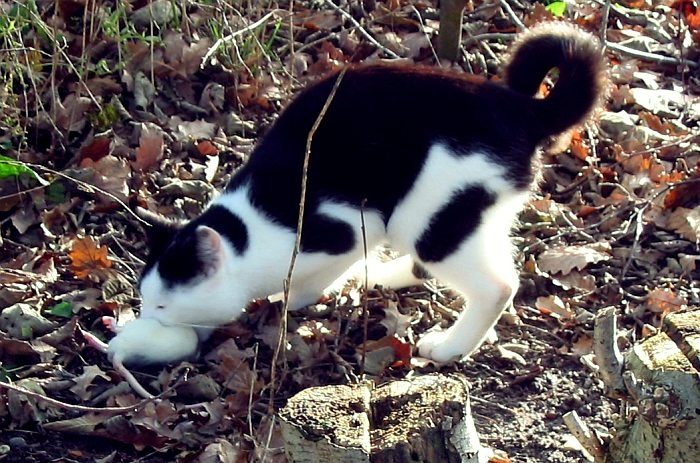
Els rosegadors tenen molts depredadors.

Per la seva abundància, els rosegadors són la base de l'alimentació de molts depredadors. Molts mamífers, ocells, rèptils i amfibis i fins i tot invertebrats – com ara nombrosos terafòsids – cacen rosegadors. Els rosegadors més petits poden confiar poc en estratègies defensives actives, de manera que confien en la precaució, el camuflatge, amagar-se o fugir. En algunes espècies, un comportament social ben desenvolupat també contribueix a la defensa. Les malalties i els paràsits representen altres amenaces pels rosegadors. Per moltes espècies, els humans representen l'amenaça més important. Tot i que els intents d'exterminar els rosegadors considerats com a «plagues» sovint no tenen èxit, la destrucció dels seus hàbitats i la introducció d'espècies introduïdes han causat la desaparició d'algunes espècies i n'ha dut altres al límit de l'extinció (vegeu més avall).
La longevitat és molt variable. Fins i tot quan defugen l'amenaça de tots els depredadors que tenen, molts grups, com ara els muroïdeus, tenen una longevitat màxima de només entre un i dos anys. Tanmateix, també existeixen més rosegadors amb una major esperança de vida. En el porc espí s'ha documentat una longevitat de vint-i-set anys, però el rècord pertany (en els casos coneguts) a una rata talp nua l'edat de la qual fou estimada en vint-i-vuit anys.

## Sistemàtica i filogènesi

### Sistemàtica exterior
Els rosegadors són generalment classificats dins l'ordre Rodentia, que juntament amb l'ordre dels lagomorfs (el seu grup germà aparent), forma el clade dels glirs. Els glirs es troben dins del superordre dels euarcontoglirs, juntament amb els ordres dels escandents, els dermòpters i els primats (euarconts). Aquesta és una representació gràfica de les possibles relacions dins d'aquest grup:
```
──┐ Euarchontoglires
│
├──┐ Euarchonta
│ ├─── Tupaies (Scandentia)
│ └──┬─── Dermòpters (Dermoptera)
│ └─── Primats (Primates)
│ 
└──┐ Glires
├─── Lagomorfs (Lagomorpha)
└─── Rosegadors (Rodentia)
```

La relació amb els lagomorfs té un bon suport morfològic i aquests ja foren classificats al Systema Naturae de Carl von Linné (1735) com a subgrup dels rosegadors. A principis del segle xx aparegueren els primers dubtes sobre la seva relació, que dugueren a la separació del grup en dos ordres, cosa que fou confirmada per anàlisis genètiques moleculars. Segons aquestes anàlisis, els rosegadors i els lagomorfs se separaren a mitjans del Cretaci superior.
La incorporació dels rosegadors dins dels euarcontoglirs encara és recent i fins a present només és suportada per les anàlisis genètiques moleculars. La descendència comuna i les relacions intrasuperordinals dins dels euarcontoglirs encara són incertes.
A causa de la seva semblança exterior, certs mamífers són anomenats «rates» o «ratolins» sense ser rosegadors. En són exemples les almesqueres, de l'ordre dels eulipotifles, els opòssums i els ratolins marsupials, de l'ordre dels dasiüromorfs, ni altres. Els ratpenats tampoc no són rosegadors.

### Sistemàtica interior
Els rosegadors són de llarg l'ordre més gran de mamífers. Tot i que la seva diversitat encara no era completament coneguda a mitjans del segle xx a causa de l'ús indiscriminat de la descripció com a espècie, la descripció de noves espècies encara continua a un alt ritme: 
- 1980:[19] 1.591 espècies
- 1982:[20] 1.719 espècies, és a dir, aproximadament el 41,2% de tots els mamífers
- 1986:[21] 1.738 espècies
- 1993:[22] 2.015 espècies, és a dir, aproximadament el 43,5% de tots els mamífers
- 2005:[23] 2.277 espècies, és a dir, aproximadament el 42,0% de tots els mamífers. 481 gèneres.
- 2014: 2.379 espècies

La següent subdivisió dels rosegadors vivents en cinc subordres amb trenta-quatre famílies es basa en Carleton i Musser (2005).
Ordre dels rosegadors (Rodentia)
- - Superfamília dels geomioïdeus (Geomyoidea)
    - Els geòmids (Geomyidae) són rosegadors excavadors similars als talps.
    - Els heteròmids (Heteromyidae) agrupen algunes espècies similars als jerbus, com la rata cangur o Microdipodops.

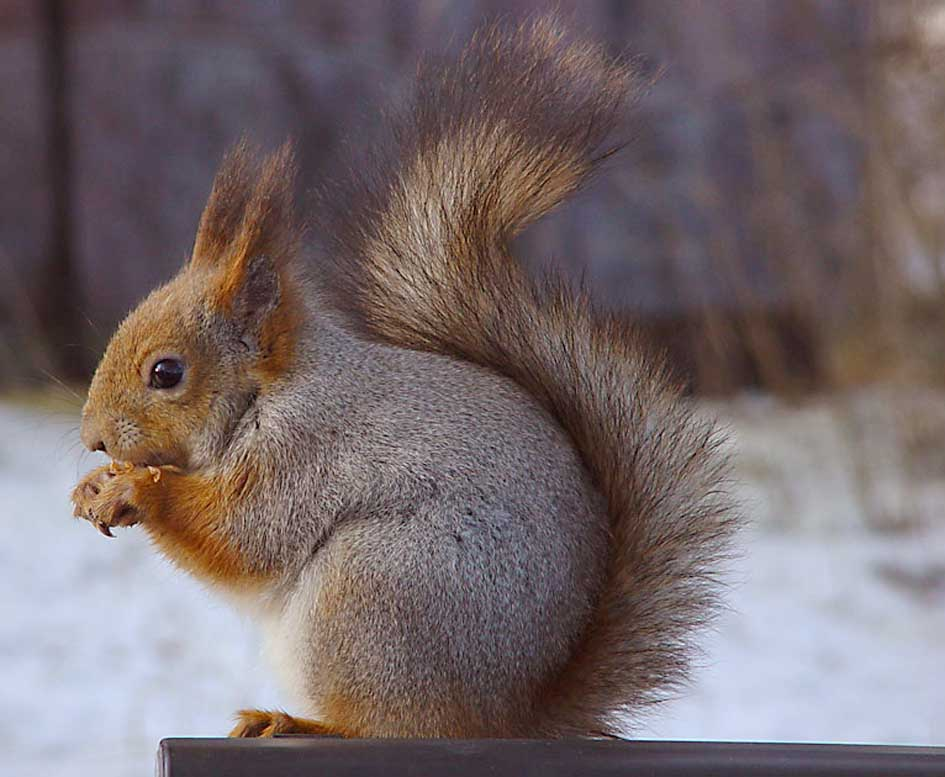
L'esquirol és un dels representants dels esciúrids.

- Subordre dels esciüromorfs (Sciuromorpha)
  - Els lirons o glírids són animals semblants als esquirols o als ratolins originaris del Vell Món. En són exemples el liró gris o la rata dormidora rogenca.
  - Superfamília dels esciuroïdeus (Sciuroidea)
    - El castor de muntanya (Aplodontia rufa, Aplodontiidae) és un rosegador primitiu de l'oest de Nord-amèrica.
    - Els esciúrids (Sciuridae) són un grup ric en espècies, molt divers i amb una difusió gairebé arreu del món. En són exemples l'esquirol, l'esquirol volador, el suslic o la marmota.

- Subordre dels castorimorfs (Castorimorpha)
  - Els castors (Castoridae) són uns grans rosegadors aquàtics amb dues espècies a Nord-amèrica i Euràsia.

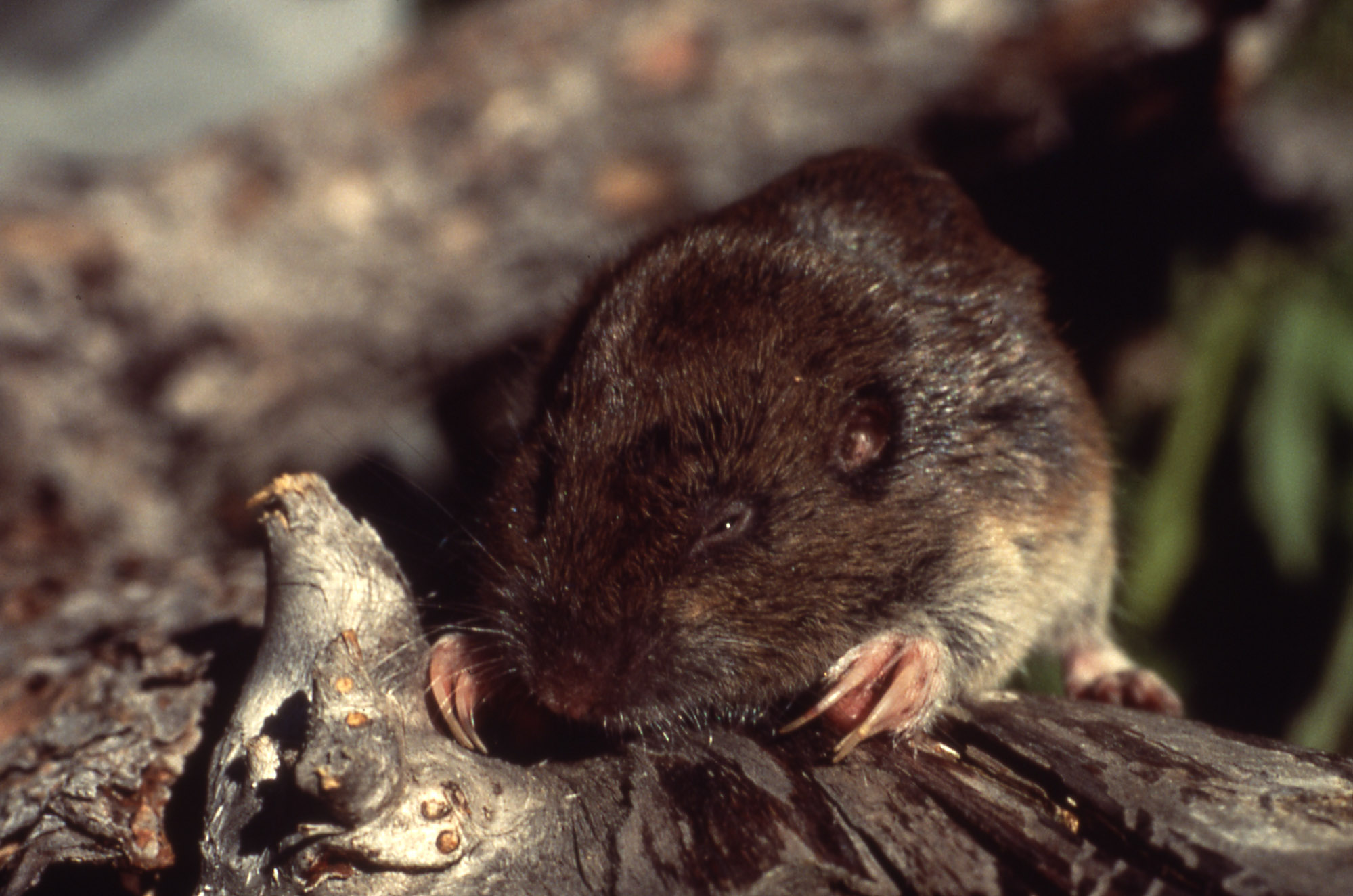
Els geòmids tenen un estil de vida subterrani.

- Subordre dels anomaluromorfs (Anomaluromorpha)
  - La rata llebre sud-africana (Pedetidae) és un rosegador africà semblant als cangurs.
  - Els anomalúrids (Anomaluridae) també habiten a Àfrica. La majoria presenten un patagi.
- Subordre dels miomorfs (Myomorpha)
  - Els jerbus (Dipodidae) es caracteritzen per les grans dimensions de les potes posteriors i habiten al Món Vell i Nord-amèrica.
  - Superfamília dels muroïdeus (Muroidea)
    - Els platacantòmids (Platacanthomyidae) viuen a l'Àsia tropical i tenen una aparença similar a la dels lirons.
    - Els espalàcids (Spalacidae), un grup format per les rates talp cegues, les rates talp asiàtiques, o les rates del bambú, són animals que viuen principalment a sota terra.
    - Eumuroida
      - Els calomíscids (Calomyscidae) són un grup petit de rosegadors semblants als hàmsters de l'oest i el centre d'Àsia.
      - Els nesòmids (Nesomyidae) són rosegadors semblants als ratolins, que viuen al Madagascar (nesominis) i l'Àfrica continental (dendromurins).
      - Els cricètids (Cricetidae) agrupen els hàmsters, els arvicolins i els ratolins del Món Nou. Aquest grup ben divers es troba a Amèrica i Euràsia.
      - Els múrids (Muridae) són un grup divers que s'estenia originalment a Euràsia, Àfrica i Austràlia. Hi pertanyen els ratolins del Món Vell (com els ratolins i les rates), així com els jerbus petits comuns i altres grups.

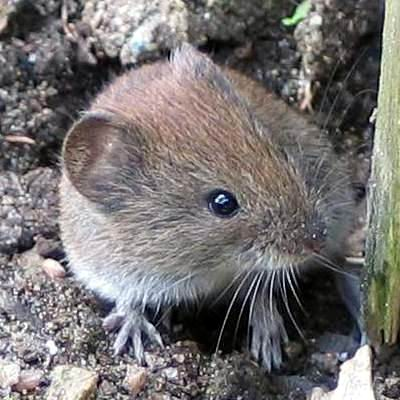
El talpó roig és un representant dels arvicolins.

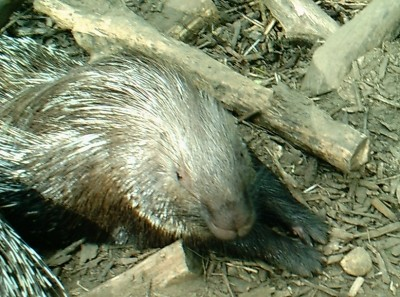
Els porcs espins són un dels diversos grups que han desenvolupat punxes.

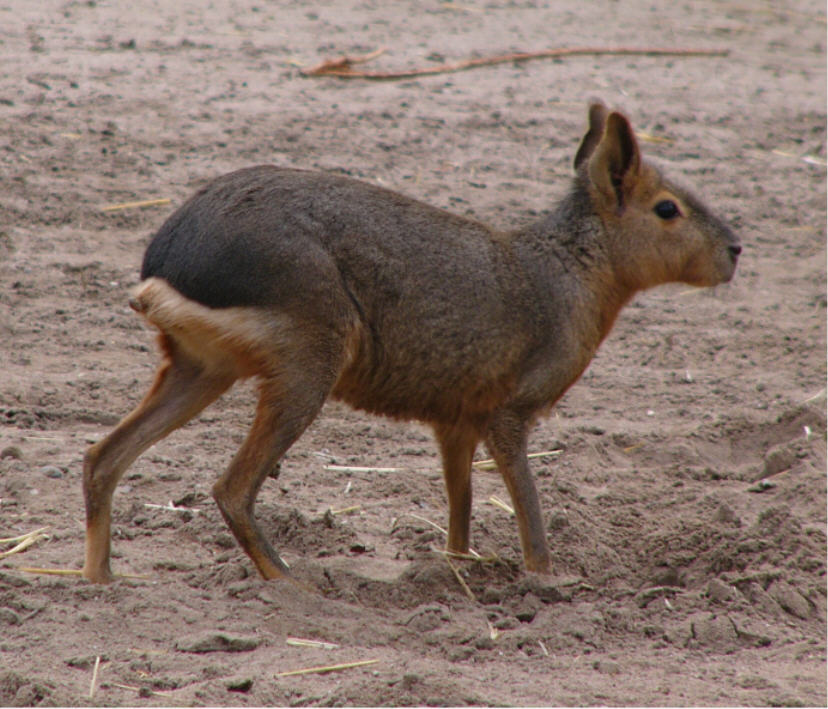
La llebre de la Patagònia pertany a la família dels càvids.

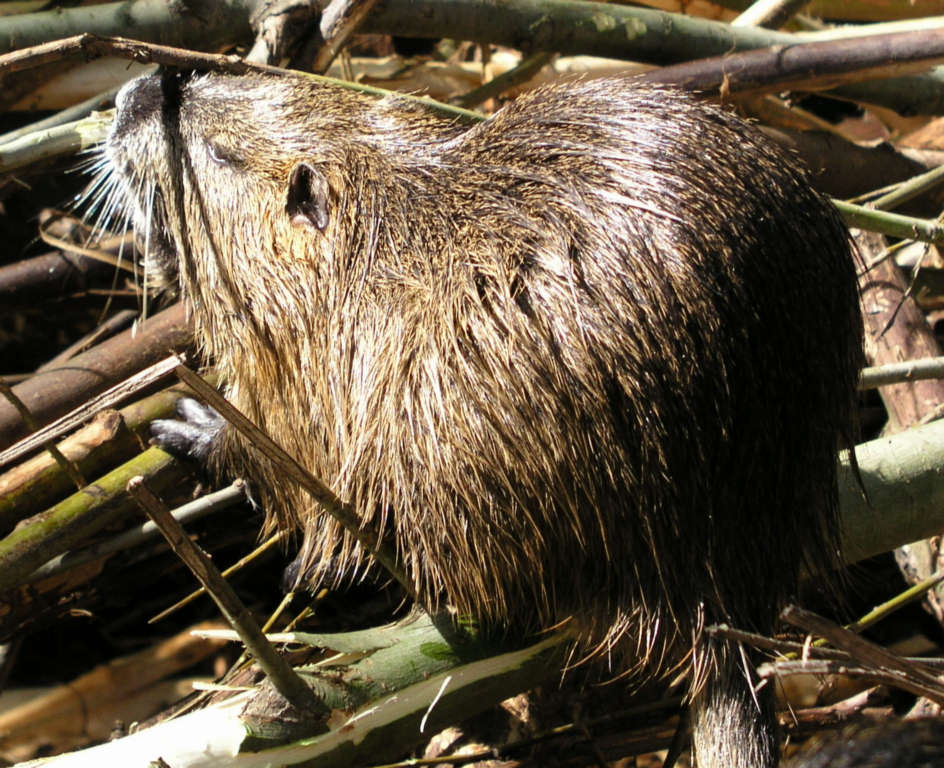
El coipú ha arribat a Europa com a neozou.

- Subordre dels histricomorfs (Hystricomorpha)
  - Laonastes aenigmamus (Diatomyidae incertae sedis) fou descobert per primer cop el 2005. La seva situació sistemàtica encara és incerta.
  - Ctenodactylomorphi
    - Els gundis (Ctenodactylidae) viuen en regions àrides d'Àfrica i presenten una marcada semblança amb els porcs espins del Vell Món.

  - Hystricognathi
    - Els porcs espins del Vell Món (Hystricidae) són uns animals que viuen a Euràsia i Àfrica que es caracteritzen per les seves llargues punxes.
    - Parvordre Phiomorpha
      - Les rates talp (Bathyergidae) com la rata talp nua són unes criatures africanes que viuen excavant sota terra.
      - Superfamília Thryonomyoidea
        - Petromus typicus (Petromuridae) viu en regions seques del sud d'Àfrica.
        - Els trionòmids (Thryonomyidae) són grans rosegadors d'Àfrica, que són apreciats per la seva carn.

    - Els caviomorfs (Caviomorpha) viuen a les Amèriques.
      - Superfamília dels eretizontoïdeus (Erethizontoidea)
        - Els porcs espins del Nou Món (Erethizontidae), com Chaetomys subspinosus, s'assembla als porcs espins del Vell Món, però són principalment arborícoles.

      - Superfamília dels cavioïdeus (Cavioidea)
        - Les paques (Cuniculidae) són dues espècies, relativament grans i musculoses, que habiten als boscos.
        - Els càvids (Caviidae) inclouen la llebre de la Patagònia i el capibara.
        - Els dasipròctids (Dasyproctidae) són animals grossos i de potes llargues.

      - Superfamília dels xinxil·loïdeus (Chinchilloidea)
        - El pacaranà (Dinomys branicki, Dinomyidae) és un animal gros i tímid del nord de Sud-amèrica.
        - Les xinxilles (Chinchillidae) també inclouen les viscatxes i el gènere Lagidium.

      - Superfamília dels octodontoïdeus (Octodontoidea)
        - Els abrocòmids (Abrocomidae) viuen en regions muntanyoses dels Andes. El seu pelatge és semblant al de les xinxilles.
        - Els octodòntids (Octodontidae) viuen a Sud-amèrica meridional. El degú pertany a aquest grup.
        - Els tuco-tucos (Ctenomyidae) formen un grup de rosegadors que viuen en caus subterranis.
        - tàxon sense nom (N. N.)
          - Les rates espinoses (Echimyidae) es caracteritzen pel seu pelatge erissat o punxegut i viuen al Carib.
          - El coipú (Myocastor coypus, Myocastoridae) s'ha estès a Europa després que se n'escapessin exemplars en captivitat.
          - Les huties (Capromyidae) viuen al Carib. Moltes espècies estan greument amenaçades o ja s'han extingit.
          - Les huties gegants (Heptaxodontidae) són un grup de rosegadors que vivien al Carib, amb representants de grans dimensions, que estan totalment extints. La seva classificació sistemàtica encara és incerta.

Els rosegadors representen un clade ben establert gràcies a unes característiques morfològiques ben definides (sinapomorfia) i als estudis genètics moleculars. En canvi, les relacions dins del grup dels rosegadors encara són incertes en punts essencials. Aquesta és una representació gràfica de les possibles relacions filogenètiques segons Poux et al. (2006):
```
--+ Rosegadors (Rodentia)
+--- 
Esciüromorfs
 (Sciuromorpha)
¦
+------ 
Castorimorfs
 (Castorimorpha)
¦ +--- 
Anomaluromorfs
 (Anomaluromorpha)
¦ +--- 
Miomorfs
 (Myomorpha)
¦
+--+ 
Histricomorfs
 (Hystricomorpha)
+--- 
Gundis
 (Ctenodactylomorphi)
¦
+--+ 
Histricògnats
 (Hystricognathi)
+--- 
Porcs espins del Vell Món
 (Hystricidae)
¦
+------ 
rates talp
, 
Petromus typicus
 i 
trionòmids
 (
Phiomorpha
)
+--- 
Caviomorfs
 (Caviomorpha)
```

Dins dels esciuromorfs, els castors de muntanya i els esciúrids formen un grup ben determinat des de fa temps. Recentment ha augmentat el suport per una suposada relació d'aquests grups amb els lirons, però aquesta hipòtesi encara no ha sigut confirmada. Tampoc no és certa la relació entre els castors i els geomioïdeus i, per tant, tampoc no ho és el clade dels castorimorfs. També és incert si els anomalúrids i les rates llebre sud-africanes estan relacionats i, per tant, com cal classificar els anomaluromorfs. Els miomorfs, en canvi, representen un grup ben definit.
Les relacions dins del grup dels histricomorfs semblen estar ben definides; els gundis formen un grup germà de totes les altres famílies. També sembla ben fundada una relació entre els fiomorfs i els caviomorfs. Desafortunadament, les relacions entre els fiomorfs, els caviomorfs i els porcs espins del Vell Món encara no estan clares.

### Criteris tradicionals de classificació
Tradicionalment s'han utilitzat dues característiques morfològiques per la classificació de les famílies.
Es distingeixen dues configuracions del maxil·lar inferior:
- esciürògnata: el cos del maxil·lar inferior i la vora exterior de la branca mandibular inferior es troben en una línia gairebé recta.
- histricògnata: el cos del maxil·lar inferior i la vora exterior de la branca mandibular formen un angle.

Es distingeixen quatre configuracions de la musculatura masticatòria:
- protrogomorfa: en la configuració original, el musell queda immutat. El múscul masseter és petit i reposa únicament a la part inferior de l'os jugal. Aquesta configuració apareix en les famílies extintes del Paleocè i en els castors de muntanya. En les rates talp, aquesta característica s'ha desenvolupat a partir d'una configuració histricomorfa original.
- esciuromorfa: la part inferior de l'os jugal s'inclina cap endavant en una figura vertical. El masseter latera es troba entre els ulls i el musell i mou el maxil·lar inferior cap endavant quan l'animal està rosegant. El masseter superficial s'estén al llarg de l'os jugal i el masseter medial es troba a la part inferior d'aquest mateix os. És curt i només treballa en el tancament de la mandíbula. Aquesta configuració es troba en la majoria d'esquirols, els castors, els geomioïdeus i en la família extinta dels eòmids.
- histricomorfa: el masseter medial és més gran, travessa el forat orbital, també més gran i s'encarrega del rosec. El masseter superficial es troba a la vora anterior de l'os jugal, mentre que el masseter lateral s'estén al llarg d'aques os. Ambdós treballen només en el tancament de la mandíbula. Aquesta configuració es troba en els histricomorfs, els anomalúrids, les rates llebre sud-africanes, alguns muroïdeus fòssils i en el gènere Graphiurus.
- miomorfa: la part inferior de l'os jugal s'inclina cap endavant com en la configuració esciuromorfa, el masseter lateral se situa entre els ulls i el musell i el masseter superficial s'estén al llarg del jugal. Ambdós es troben molt enrere en el maxil·lar inferior i el primer es creua amb el masseter medial, més gran. El masseter medial passa sota l'os jugal i com en la configuració histricomorfa, travessa el forat infraorbitari i passa a través de les òrbites fins al maxil·lar superior. Aquesta configuració permet un rosec òptim i es troba en els muroïdeus i com a tret convergent en alguns lirons (considerats ocasionalment com a «pseudomiomorfs»). En alguns casos es troba una configuració similar en el clade extingit dels cendromurins.

### Història de la sistemàtica

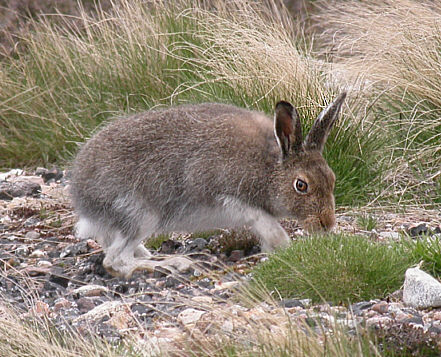
Els lagomorfs, incloent-hi la llebre de les neus, foren classificats originalment com a rosegadors.

Ja l'any 1735, Carl von Linné agrupà en el seu Systema Naturae tots els rosegadors dins l'ordre Glires, juntament amb els lagomorfs. Aquest grup també contenia les almesqueres, els opòssums, els rinoceronts, les rates-pinyades, els ai-ais i a vegades altres grups de mamífers no relacionats. A partir del 1821 s'aplicà el terme Rodentia per l'ordre que agrupava els rosegadors i els lagomorfs. Basant-se en la configuració diferent de la seva musculatura masticatòria, el grup fou subdividit el 1855 en esciuromorfs, miomorfs, histricomorfs i lagomorfs. Els tres primers grups, que actualment són classificats com a rosegadors, foren reunits el 1876 com a Simplicidentata en contrast amb els lagomorfs. Basant-se en l'estructura del maxil·lar inferior, els rosegadors en el sentit actual foren subdividits de nou el 1899 en esciürògnats i histricògnats. Juntament amb la subdivisió en esciuromorfs, miomorfs i histricomorfs, aquesta classificació encara està molt estesa avui en dia. El 1912 se suggerí per primer cop que els rosegadors i els lagomorfs no estaven estretament relacionats i els dos grups foren separats en ordres separats.
A principis de la dècada del 1990 fou publicada a la revista Nature, amb el títol provocador d'Is the Guinea-Pig a Rodent? («És el conill porquí un rosegador?»), la teoria que els caviomorfs no estan relacionats amb la resta de rosegadors, sinó que se separaren de la resta d'ordres de mamífers en un punt anterior en el temps. En canvi, altres investigacions morfològiques i moleculars suporten el monofiletisme dels rosegadors, que avui és considerat acceptat amb consens.

### Filogènesi

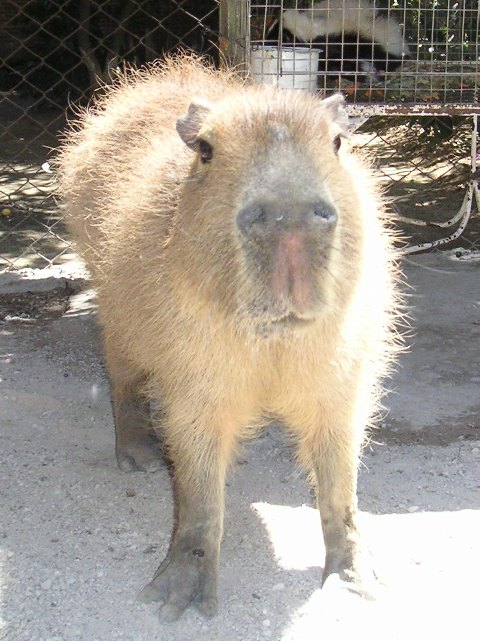
Els caviomorfs americans com el capibara ocupen un nínxol ecològic que no és típic dels rosegadors.

Les restes més antigues que han estat classificades amb certesa dins del grup dels rosegadors daten del Thanetià, però aquest ordre podria haver aparegut ja al Cretaci. A vegades se citen com a precursors mesozoics dels rosegadors la família dels zalambdalèstids, un grup que visqué a Àsia durant el Cretaci superior. Aquests animals, relativament grans en comparació amb els altres rosegadors mesozoics, tenien una morfologia semblant a la de les musaranyes elefant i s'assemblen als rosegadors en l'estructura de les grans incisives inferiors. Encara es debat si realment són els avantpassats dels rosegadors o dels glirs (el tàxon que agrupa els rosegadors i els lagomorfs).
Al Danià existí a Àsia la família dels eurimílids, que, com els rosegadors actuals, només tenien dues grans incisives a cada maxil·lar, però que es diferencien de les dels rosegadors en els detalls de la seva estructura. Actualment es classifiquen els eurimílids com a grup germà dels rosegadors i no com als seus representants basals. El mateix es pot dir dels alagòmids, que també visqueren al Paleocè a Àsia i Nord-amèrica.
Els representants més antics coneguts dels rosegadors són els isquiròmids (emparentats amb els paràmids), que s'estengueren a Nord-amèrica durant el Thanetià i que ja presentaven la configuració mandibular típica dels rosegadors actuals. La separació en cinc subordres ja era completa a finals del període. A l'Eocè, els rosegadors s'escamparen per Euràsia i Àfrica i a finals d'aquesta època hi hagué una gran radiació dels rosegadors i aparegueren la majoria dels grups actuals. Entre d'altres, els esquirols, castors, els anomalúrids, els muroïdeus, els gundis i els lirons daten d'aquesta època o a tot tardar del Rupelià.
Un grup de rosegadors, que actualment són classificats com a caviomorfs, arribaren a Sud-amèrica al Rupelià (fa uns trenta-un milions d'anys) – probablement des d'Àfrica en troncs flotants a través de l'Atlàntic, aleshores molt més estret. En aquella època, Sud-amèrica estava – com durant gran part del Cenozoic – aïllada de la resta de continents, de manera que presentava una fauna particular, en una situació similar a la del continent australià. Hi havia pocs grups de mamífers (els marsupials, els meridiungulats actualment extints i els xenartres), de manera que els caviomorfs pogueren ocupar un nínxol ecològic gens típic dels rosegadors. Algunes espècies herbívores esdevingueren l'equivalent ecològic dels artiodàctils i es desenvoluparen formes gegants. Encara avui en dia, el rosegador més gran pertany a aquest grup; es tracta del capibara. Formes extintes com Phoberomys assoliren la mida d'un hipopòtam.
Cal destacar que els rosegadors foren l'únic grup d'euteris terrestres que arribaren al continent australià abans de l'expansió dels humans. Aquesta colonització tingué lloc en diverses onades entre fa deu i cinc milions d'anys. Actualment existeixen diversos gèneres endèmics d'aquest continent, com per exemple la rata d'aigua australiana, Conilurus o Leporillus. Més endavant, arribaren a Austràlia diversos representants de les rates.

## Relació amb els humans

### Rosegadors «útils»

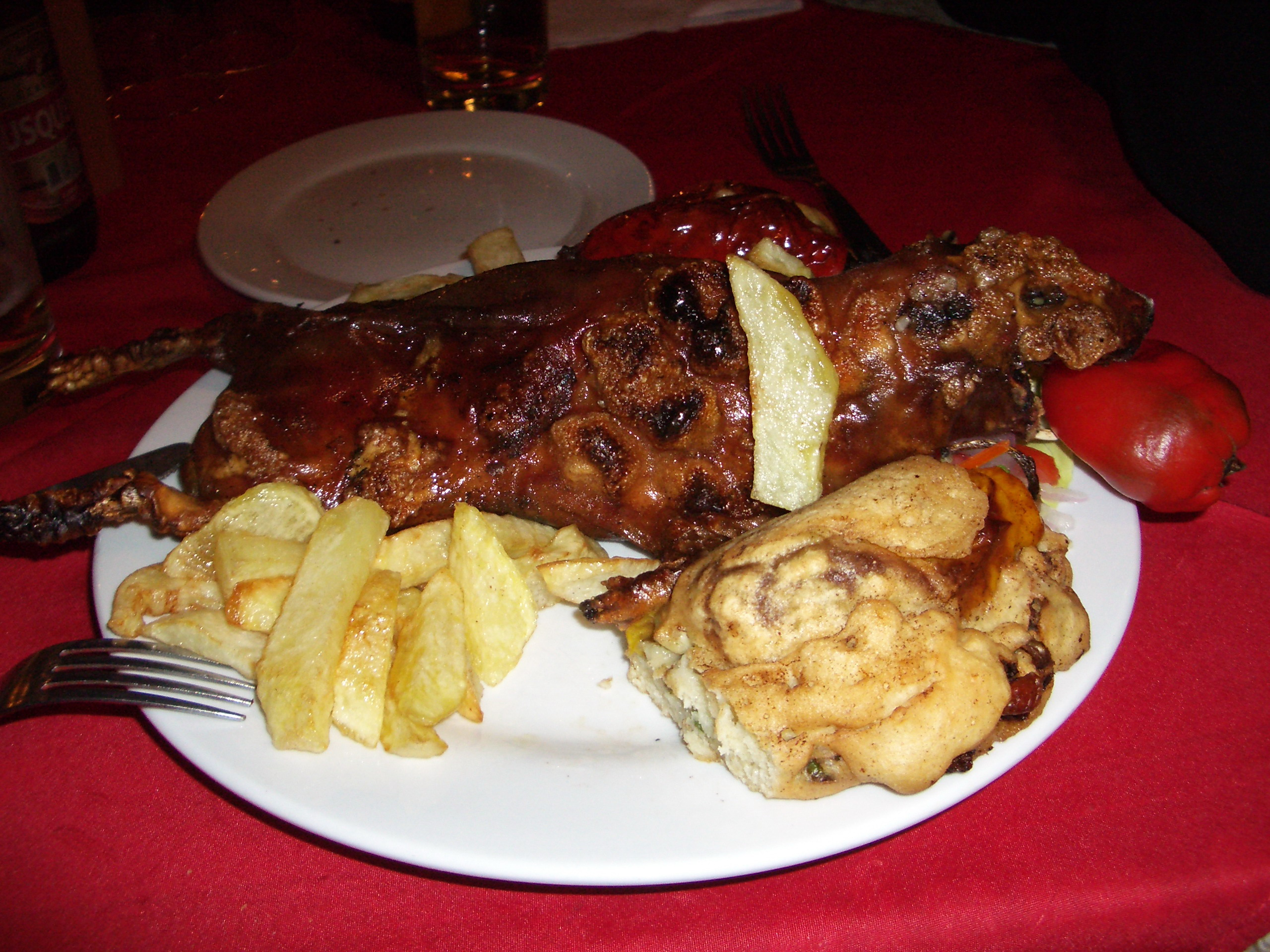
Conill porquí rostit amb guarnició

Certs rosegadors són criats pels humans com a animals útils, és a dir, que se'n pot treure una utilitat econòmica. Els usos més importants són el consum de la seva carn, l'ús del seu pelatge i la investigació científica.
El consum de la carn de rosegadors és actualment inusual en l'espai cultural centre-europeu, encara que en èpoques anteriors, especialment en situacions de necessitat, aquests animals eren consumits. En canvi, en altres regions de la Terra són un aliment més usual i algunes espècies són considerades delicadeses. En són un exemple conegut els conills porquins, que a Sud-amèrica – especialment al Perú – són criats i consumits per milions; els trionòmids, que són criats a alguns estats de l'Àfrica occidental com Ghana i la cria dels quals és encoratjada per la FAO; o els lirons grisos, que a l'antiga Roma eren considerats llaminadures i que eren criats i engreixats en gliraris. Els rosegadors no només són criats pel consum humà, sinó també com a menjar per altres animals, com ara lacertilis, serps o altres animals de zoològic o de terrari.
Alguns rosegadors també són caçats o criats pel seu pelatge. L'exemple més conegut són les xinxilles, les rates mesqueres i els coipús; tanmateix, arreu del món s'utilitzen moltes espècies diferents de rosegadors pel seu pelatge.

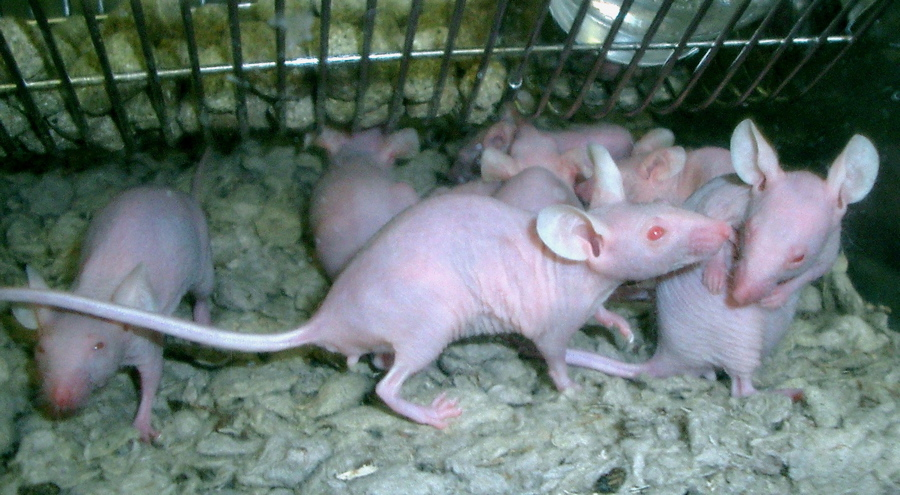
Rates de laboratori sense pèl.

L'experimentació amb animals representa una part important dels usos dels rosegadors. Aquests animals són els més utilitzats en les investigacions, car són petits, fàcils de criar i mantenir i es multipliquen molt ràpidament. Més del 80%, o fins i tot més del 90%, dels animals utilitzats en els experiments són rosegadors, principalment ratolins, seguits per les rates comunes i els conills porquins. La controvèrsia sobre la utilitat real d'aquestes pràctiques és extremament intensa. També dins l'àmbit de la investigació animal, cal destacar l'ús dels rosegadors en els viatges a l'espai. Per primera vegada el març del 1961, s'enviaren ratolins i conills porquins a l'espai a bord de la nau espacial soviètica Vostok 3A. Més tard s'hi enviaren rates comunes i heteròmids.

### Animals de companyia

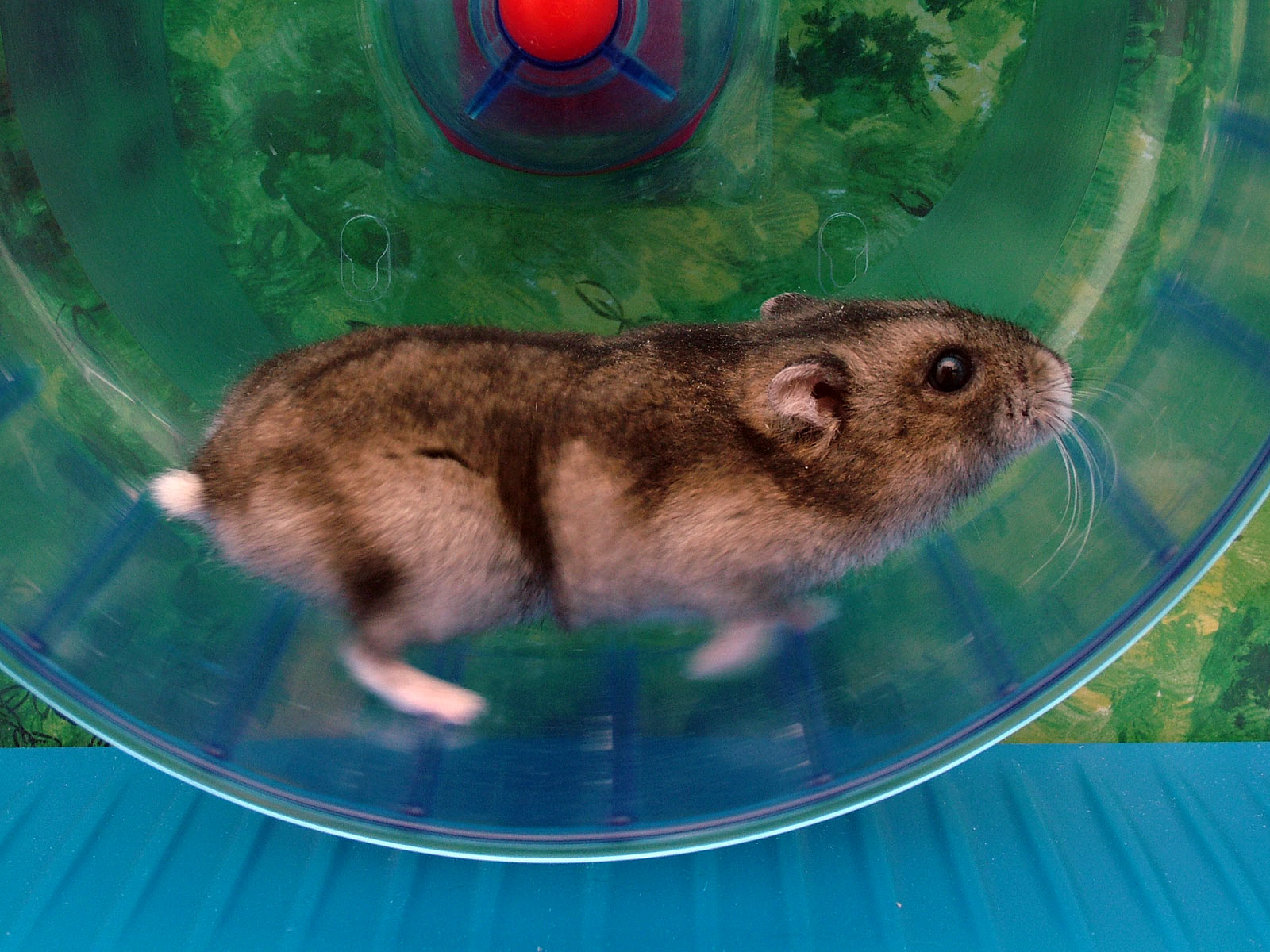
Un hàmster rus en una roda per córrer.

Nombrosos rosegadors són mantinguts com a animals de companyia, és a dir, per la felicitat i l'afecte que donen i no per un profit econòmic directe. Les raons per tenir rosegadors són, entre d'altres, la seva petita mida i el consegüent cost reduït de mantenir-los. Certes espècies, en canvi, no estan ben adaptades per ser animals de companyia a causa de la seva nocturnalitat o la seva indocilitat. Altres espècies, que viuen en grans grups o que necessiten una àrea extensa, són difícils de mantenir en bones condicions. Entre els rosegadors que són mantinguts com a animals de companyia s'hi troben els conills porquins, els hàmsters daurats, nans i altres, els ratolins, els jerbus petits comuns, jerbus i altres miomorfs, les rates comunes, els degús, les xinxilles, els esquirols voladors, els esquirols llistats i altres esquirols, algunes espècies de lirons i altres.

### Plagues i vectors de malalties

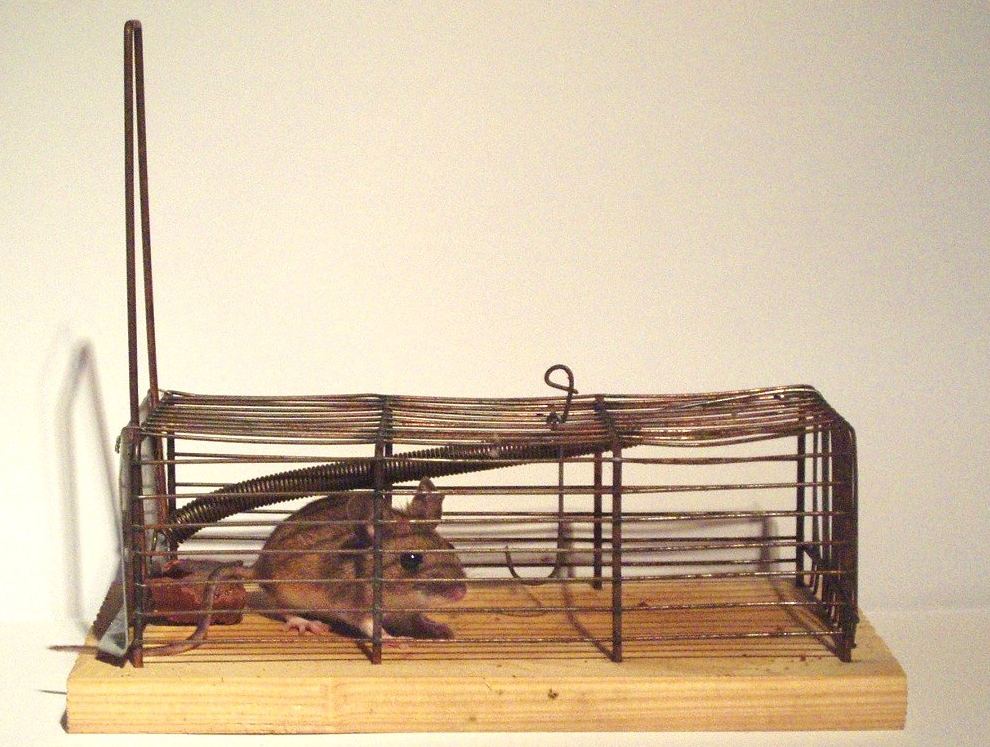
Un ratolí en una ratera

Entre 200 i 300 espècies són considerades plagues agrícoles o alimentàries. En part. romanen en les regions productores d'aliments, on es mengen els conreus o destrueixen les arrels i els tubèrculs a causa de la seva vida subterrània. Els humans en són sovint la causa original, car envaeixen els hàbitats naturals dels animals. A causa de la transformació dels seus hàbitats en regions dedicades a l'agricultura i la reducció de les seves fonts d'aliment, moltes espècies es veuen obligades a trobar noves fonts. A Indonèsia, per exemple, es perd aproximadament un 17% de la producció d'arròs per culpa dels rosegadors. Aquests rosegadors representen una competència pels interessos econòmics i, per tant són perseguits. Les espècies hemeròfiles, com ara els ratolins i les rates, també entren en magatzems o botigues quan busquen aliment. A més, poden malmetre les infraestructures, com ara els dics o els tubs.
A més dels danys materials que causen els rosegadors, algunes espècies són conegudes com a portadores de malalties i, per tant, representen una amenaça pels humans. Les infeccions poden tenir lloc de diverses maneres; les mossegades poden transmetre malalties com ara la pasteurel·losi o la ràbia, tot i que els rosegadors són portadors de la ràbia menys sovint que d'altres grups de mamífers. Pels seus excrements pot tenir lloc la transmissió de la salmonel·losi (especialment de Salmonella enteritidis, que ha arribat a causar brots epidèmics greus) i la leptospirosi, així com la febre hemorràgica vírica. El consum de rosegadors, que com s'ha dit més amunt és habitual en països fora d'Europa, pot ocasionar la transmissió de la triquinosi. Entre les malalties més conegudes es troben les transmeses per les puces que parasiten els rosegadors, com ara el tifus o la pesta, que en diverses pandèmies han costat milions de vides humanes.

### Amenaces

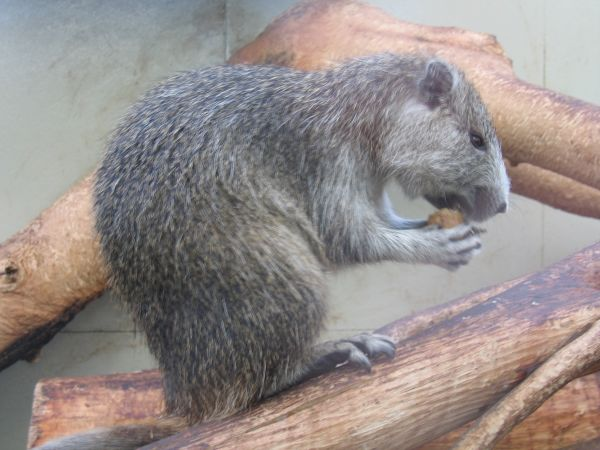
Les huties, el representant més conegut de les quals és Capromys pilorides, són uns dels rosegadors més amenaçats.

L'ampla difusió d'algunes espècies hemerofíliques no ha d'ocultar el fet que la majoria de rosegadors tenen una difusió reduïda i que moltes espècies estan en perill o amenaçades. Les causes en són la intensa persecució d'animals considerats com a plagues (per exemple, els gossets de les praderies), la caça per la seva carn o el seu pelatge (com en les xinxilles), la destrucció del seu hàbitat (que afecta sobretot les espècies de bosc) i la competència de neozous, introduïts pels humans o no.
La UICN cataloga 31 espècies de rosegadors com a extintes. A part d'algunes espècies australianes, es tracta principalment d'espècies endèmiques d'illes. Entre d'altres, s'hi troben les huties gegants, alguns tipus d'huties i rates espinoses de les illes del Carib, el gènere Megalomys, una espècie de porc espí arborícola, la rata gegant de Gran Canària i a Austràlia, una espècie de Conilurus i una de Leporillus i diverses espècies de ratolins saltadors. La UICN cataloga 56 espècies com a en perill greu i 98 com a amenaçades. Hi ha cinc espècies sense prou informació disponible, que són classificades com a espècies «amb dades insuficients».

### Aspectes culturals

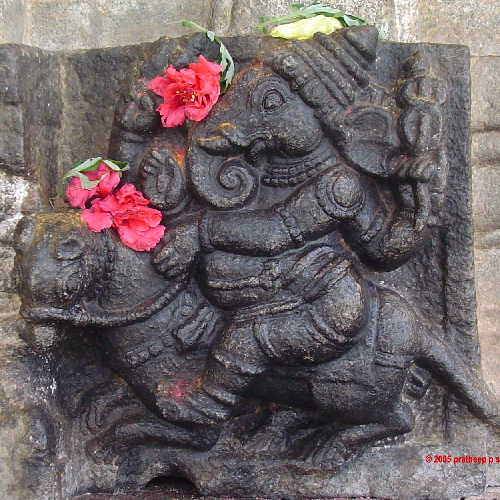
El déu hindú Ganesha és representat sovint cavalcant una rata o un ratolí.

Són molt pocs els rosegadors que tenen un paper a la cultura humana. És interessant el fet que, en contrast amb la seva percepció habitual com a animals perjudicials, a la cultura solen tenir un rol positiu. Apareixen (probablement per la seva adaptabilitat) sovint com a animals intel·ligents i amb recursos, que aconsegueixen salvar-se d'oponents més grossos però més ximples.
Els ratolins i les rates són sens dubte els rosegadors representats més sovint d'aquesta manera. En el zodíac xinès, les persones que neixen a l'any de la rata o ratolí (鼠, shu) són violentes, però també intel·ligents i amb confiança en si mateixes. A l'Índia les rates també són un símbol d'intel·ligència i de força; per exemple, el déu hindú Ganesha és representat sovint cavalcant una rata o un ratolí. A la cultura occidental, les rates són representades d'una manera molt més negativa i sovint són considerades malvades. L'estesa ansietat o por de les rates fou il·lustrada, per exemple, a Die Rättin de Günter Grass o a 1984, de George Orwell.
En canvi, els ratolins representen sovint un personatge bo i dolç. Per això, sovint apareixen ratolins gentils en la literatura infantil i els dibuixos animats, com per exemple Mickey Mouse de Disney. La batalla esteorotípica de ratolins contra gats, on solen perdre els gats, també és representada sovint, com en dibuixos animats com ara Tom i Jerry o Speedy Gonzales. Els ratolins tenen un paper al·legòric a Josefine, de Franz Kafka.
Les ocupacions o característiques d'alguns rosegadors han esdevingut proverbials, com en el cas de la llarga hibernació de les marmotes o els lirons. L'obsessió dels hàmsters per acumular reserves es fa servir en referència a l'avarícia i l'activitat constructora del castor es fa servir com a imatge de l'ideal industrial.